# 214
| 214                |
| ------------------ |
| Dødsfald - Fødsler |
|                    |

| Gregoriansk kalender | 214 CCXIV               |
| Ab urbe condita      | 967                     |
| Armensk kalender     | I/T                     |
| Kinesiske kalender   | 2910 – 2911 癸巳 – 甲午 |
| Etiopisk kalender    | 206 – 207               |
| Jødisk kalender      | 3974 – 3975             |
| Hindukalendere       |                         |
| - Vikram Samvat      | 269 – 270               |
| - Shaka Samvat       | 136 – 137               |
| - Kali Yuga          | 3315 – 3316             |
| Iransk kalender      | 408 BP – 407 BP         |
| Islamisk kalender    | 421 BH – 420 BH         |

Se også 214 (tal)

## Født
- 9. september – Lucius Domitius Aurelian, romersk kejser